# Jaguar (Schiff, 1926)
Die Jaguar (deutsch: Jaguar) war ein Großzerstörer der Chacal-Klasse für die Marine Nationale. Das Schiff wurde am 23. Mai 1940 von deutschen Torpedoschnellbooten versenkt.

## Maschinenanlage
Die Antriebsanlage der Jaguar bestand aus fünf Dampfkessel und zwei Dampfturbinen. Diese trieben über zwei Antriebswellen die beiden Schrauben an. Die Maschinen leisteten 55.000 WPS. Damit konnte eine Geschwindigkeit von 35,5 kn (etwa 66 km/h) erreicht werden.

## Bewaffnung
Die Hauptartillerie der Jaguar bestand aus fünf Geschützen 13,0 cm L/40 Model 1919 in Einzelaufstellung. Diese Kanone konnte eine 34,85 Kilogramm schwere Granate über eine maximale Distanz von 18,900 m feuern.
Als Flugabwehrbewaffnung verfügte die Jaguar bei Indienststellung über vier 7,5-cm-Flugabwehrkanonen des Models 1924 in Einzelaufstellung. Diese befanden sich links und rechts mittschiffs. Da die Chacal-Klasse toplastig war, wurden 1932 beide Geschütze gegen Maschinengewehre 13,2-mm-Hotchkiss M1929 ausgetauscht. Diese wurden in zwei Zwillingslafetten montiert.
Als Torpedobewaffnung verfügte die Jaguar über sechs Torpedorohre in zwei Dreiergruppen für den Torpedo Mle 1919D. Zudem verfügte das Schiff über zwei Wasserbombenwerfer am Heck für 20 Guiraud-Mle-1922-200-kg-Wasserbomben und mittschiffs links und rechts je zwei Wasserbombenwerfer für 12 Guiraud-Mle-1922-100-kg-Wasserbomben. Die Werfer links und rechts wurden 1932 aufgrund ihrer ungünstigen Positionierung ausgebaut. Der Platz sollte für Ginocchio-Schlepptorpedos dienen. Das Projekt wurde allerdings 1938 eingestellt.

## Verbleib
Die Jaguar war im Mai 1940 der 2. Großzerstörerdivision (frz. 2ème division de contre-torpeilleurs)(DCT) zugeteilt. Am 23. Mai 1940 wollte sie Sprengkommandos nach Dünkirchen bringen. Beim Einlaufen in den Hafen wurde die Jaguar von einem Torpedo entweder vom Torpedoschnellboot S-21 oder S-23 getroffen. Die Explosion töte 13 Mann der Besatzung und verletzte 23 zum Teil schwer. Um ein Sinken des Schiffes zu verhindern, ließ der Kommandant Marcel Jules Adam die Jaguar nahe Malo-les-Bains am Strand auflaufen. Die Jaguar wurde als Totalverlust abgeschrieben. Das Wrack liegt in acht Metern Tiefe auf Position 51° 3′ 26″ N, 2° 22′ 12″ O.